# Dallas Stars

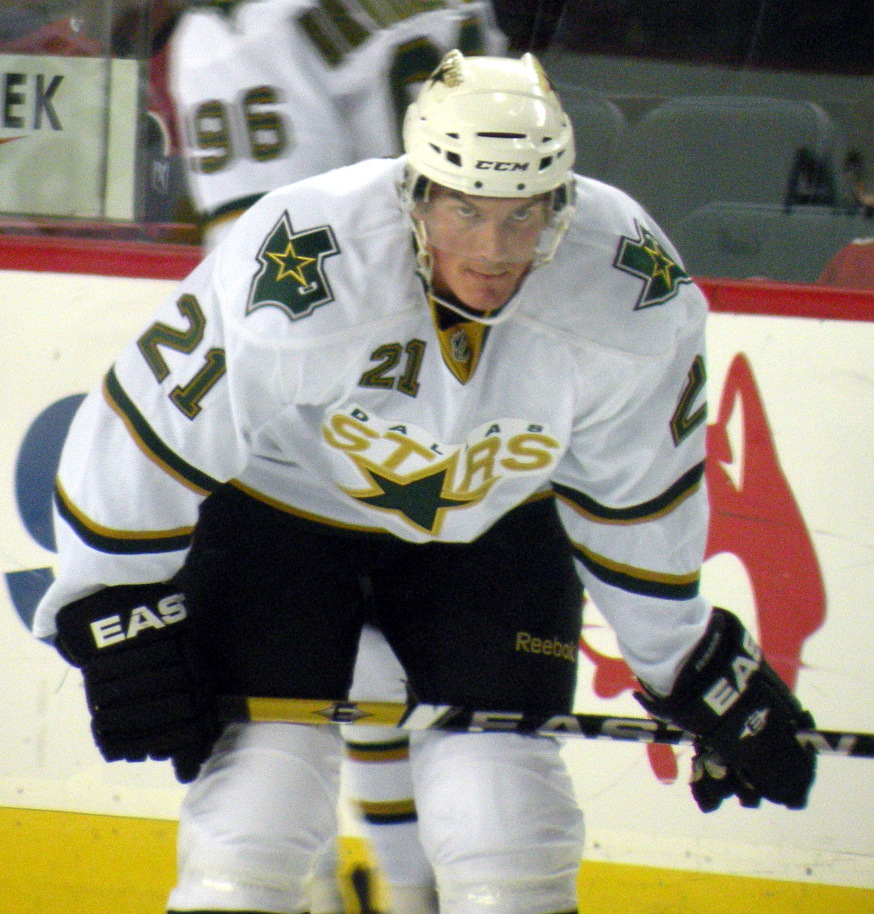
Equipament dels Dallas Stars.

Els Dallas Stars ("Estrelles de Dallas" en català) són un equip professional d'hoquei sobre gel de la ciutat de Dallas (Texas, Estats Units). L'equip juga a la National Hockey League a la Divisió Pacífic de la Conferència Oest.
L'equip juga al American Airlines Center, que comparteix amb els Dallas Mavericks de l'NBA, i que té una capacitat de més de 18.500 espectadors. Juga amb jersei i pantalons negres a casa, i a fora amb jersei blanc i pantalons negres. També té tocs daurats.

## Història
Encara que juga a Dallas des del 1993, la franquícia va ser creada el 1967 amb el nom de Minnesota North Stars i jugava a Saint Paul, Minnesota. A Dallas durant els anys 1990 es va convertir en un dels equips dominants de la lliga i va guanyar una Copa Stanley el 1999 guanyant els Buffalo Sabres. L'any 2000 va tornar a la final però va perdre davant dels New Jersey Devils. A més a més va aconseguir set títols de divisió i dos campionats de conferència des del 1999 fins al 2009. El 2008 va estar a punt de tornar a una final però els Stars van quedar eliminats pels Detroit Red Wings.

## Palmarès
- Copa Stanley: 1 (1998-99)
- Trofeu dels Presidents: 2 (1997-98, 1998-99)
- Clarence S. Campbell Bowl: 2 (1998-99, 1999-00)